# Quaternary International
Quaternary International est une revue scientifique spécialisée dans la science du Quaternaire et publiée par Elsevier, au nom de l'International Union for Quaternary Research (en).